# Collégiale Notre-Dame-des-Pommiers de Beaucaire
Pour les articles homonymes, voir Notre-Dame-des-Pommiers.
La collégiale Notre-Dame-des-Pommiers datant du XVIIIe siècle est une ancienne collégiale située sur la commune de Beaucaire dans le département français du Gard en région Occitanie.

## Historique
Le quartier de la collégiale Notre-Dame-des-Pommiers est voué au culte de longue date. En 1096, un ensemble de bâtiments est donné aux Bénédictins de la Chaise-Dieu, pour un créer un prieuré. Cinq siècle plus tard, en 1597, Clément VIII érige le prieuré en collégiale. Le chapitre de cette nouvelle collégiale est composé d'un doyen, d'un capiscol, de dix chanoines, et de deux hebdomadiers.
La décision d'agrandir la collégiale est prise le 23 août 1734. Les habitants de Beaucaire prirent en charge les frais de reconstruction, le chapitre n'ayant pas les moyens financiers de prendre en charge les travaux. Ils début par la destruction de l'ancienne église, de la chapelle Sainte-Catherine et d'une partie du cloitre. Parmi les frais pris en charge par la Communauté de Beaucaire, l'on compte le presbytère et le chœur de la nouvelle église, le maître-autel, le grillage, la sacristie, la salle capitulaire, la chambre du prédicateur, la chaire, les fonts baptismaux, ainsi que la remise en place des cloches et de l'orgue. Le chapitre, quant a lui prend en charge l'entretien du nouveau bâtiment. La bénédiction du nouveau bâtiment, à la suite de difficultés de financement, ne serait fait que le 15 juillet 1744.

## Protection
Elle a été classée Monument historique par arrêté du 13 octobre 1942.

## Architecture

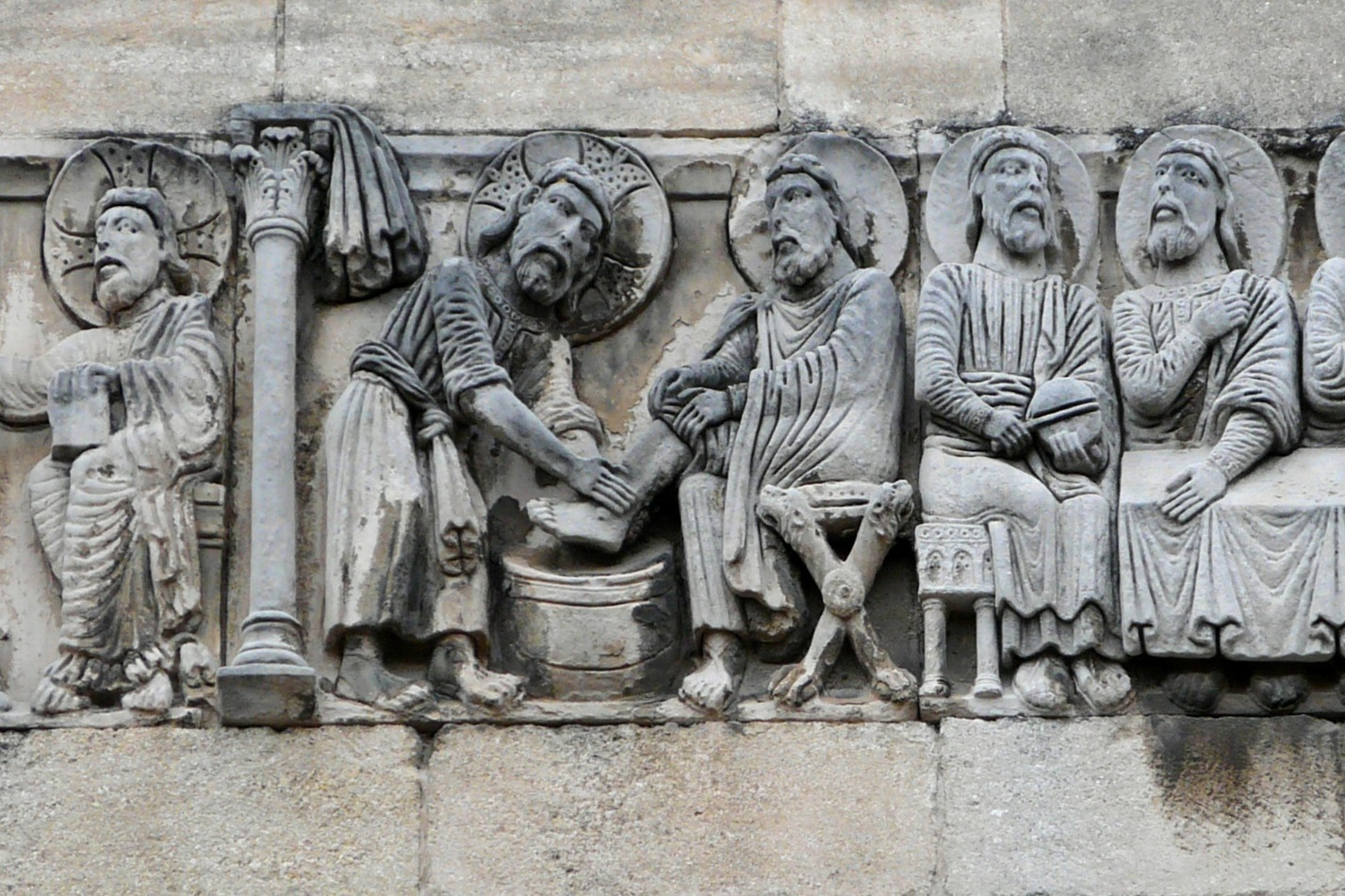
Le lavement des pieds.

L'église, arborant une impressionnante façade convexe est construite sur un plan en croix latine. Sa haute coupole sur pendentifs, à la croisée du transept, s'élève, d'après les plans de Jean-Baptiste Franque et Guillaume Rollin à 15 toises 2 pieds, soit près de 30 mètres.
Une frise romane (12e-13e), incorporée au sein du mur est du clocher, est le seul vestige de l'ancienne église romane. Elle représente la Cène. À remarquer un riche mobilier en marqueterie de marbre : maître autel, chaire, fonts baptismaux, réalisés par l'atelier de Dominique Fossaty de Marseille.

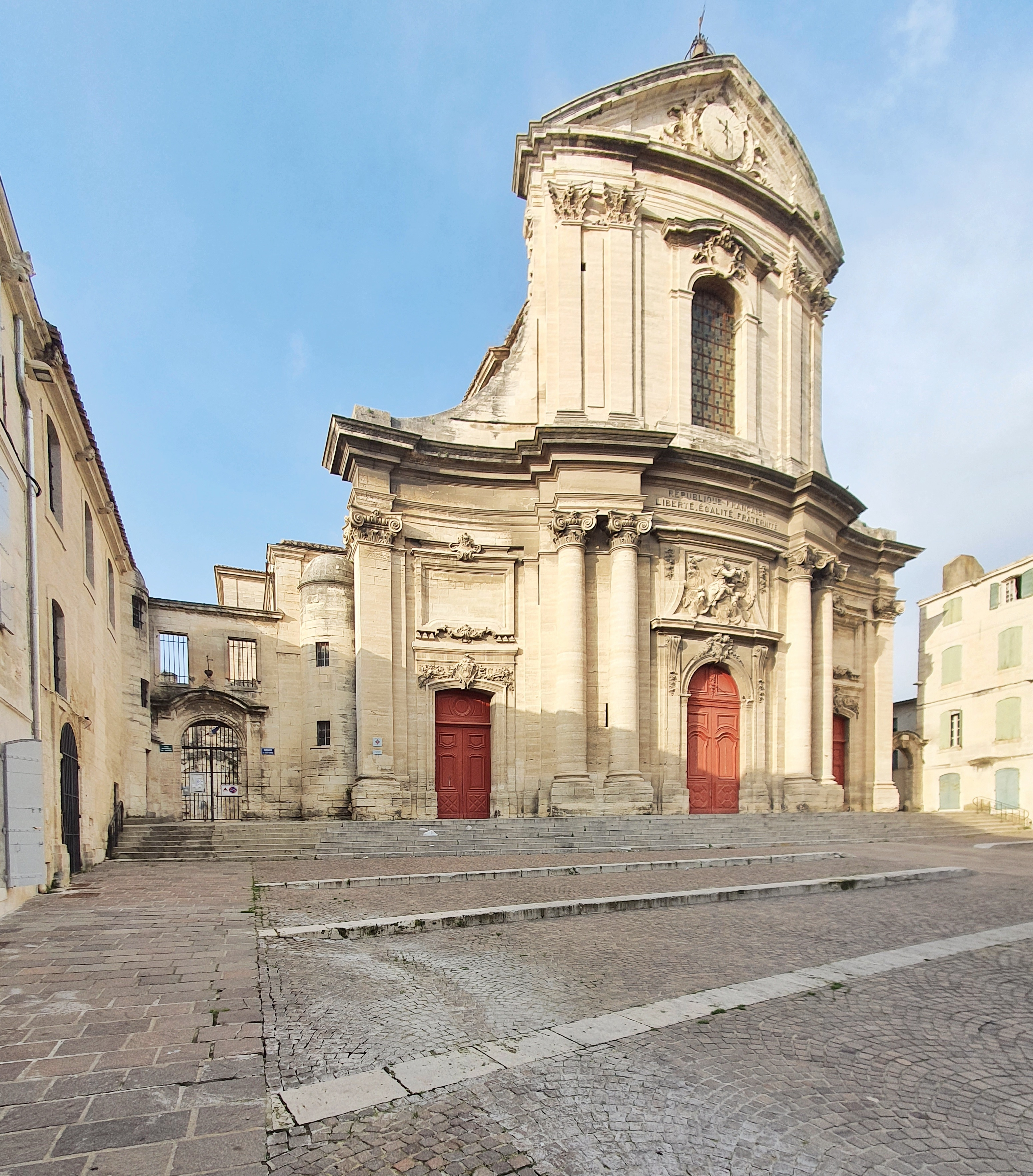
Façade principale.
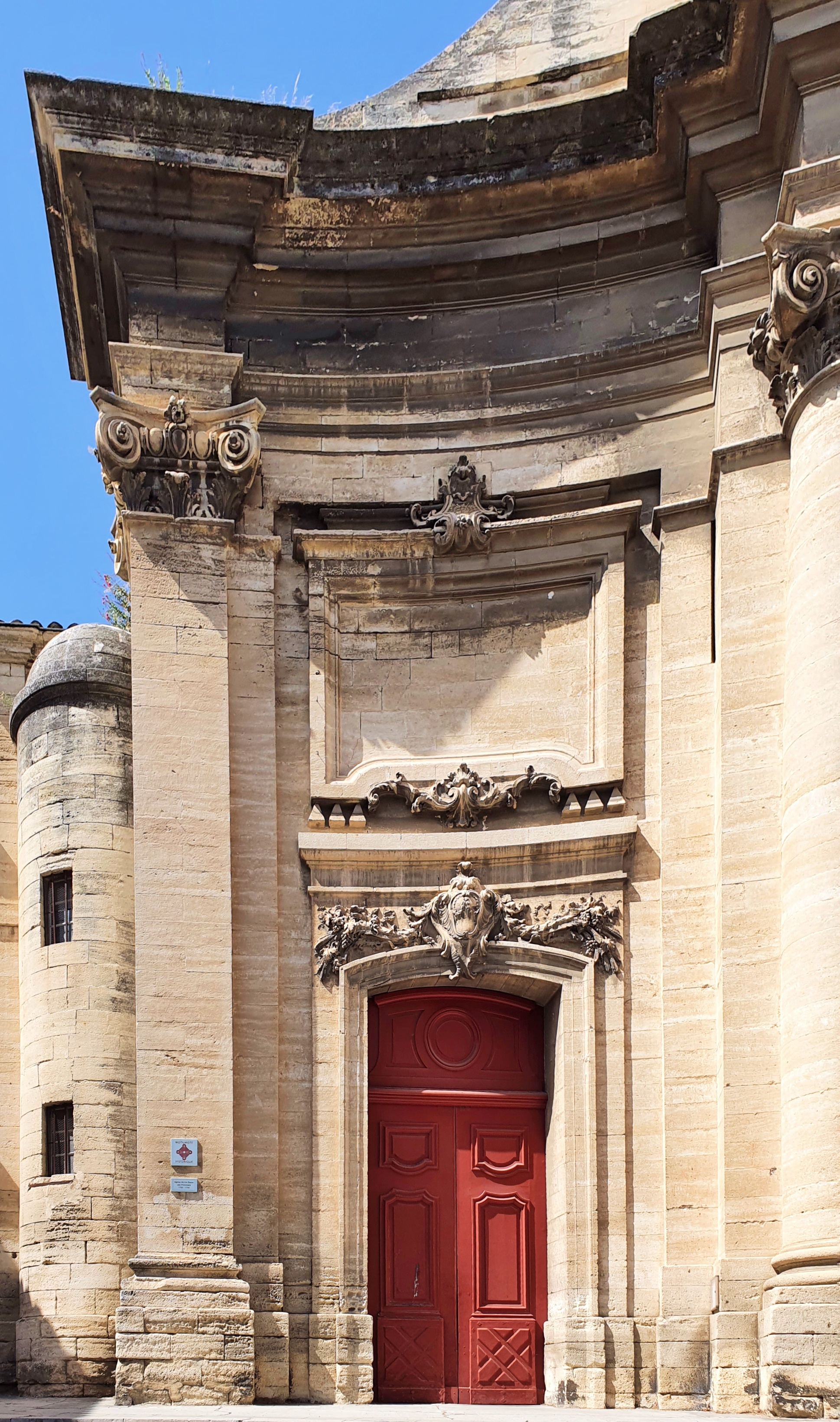
Détail de la façade principale.
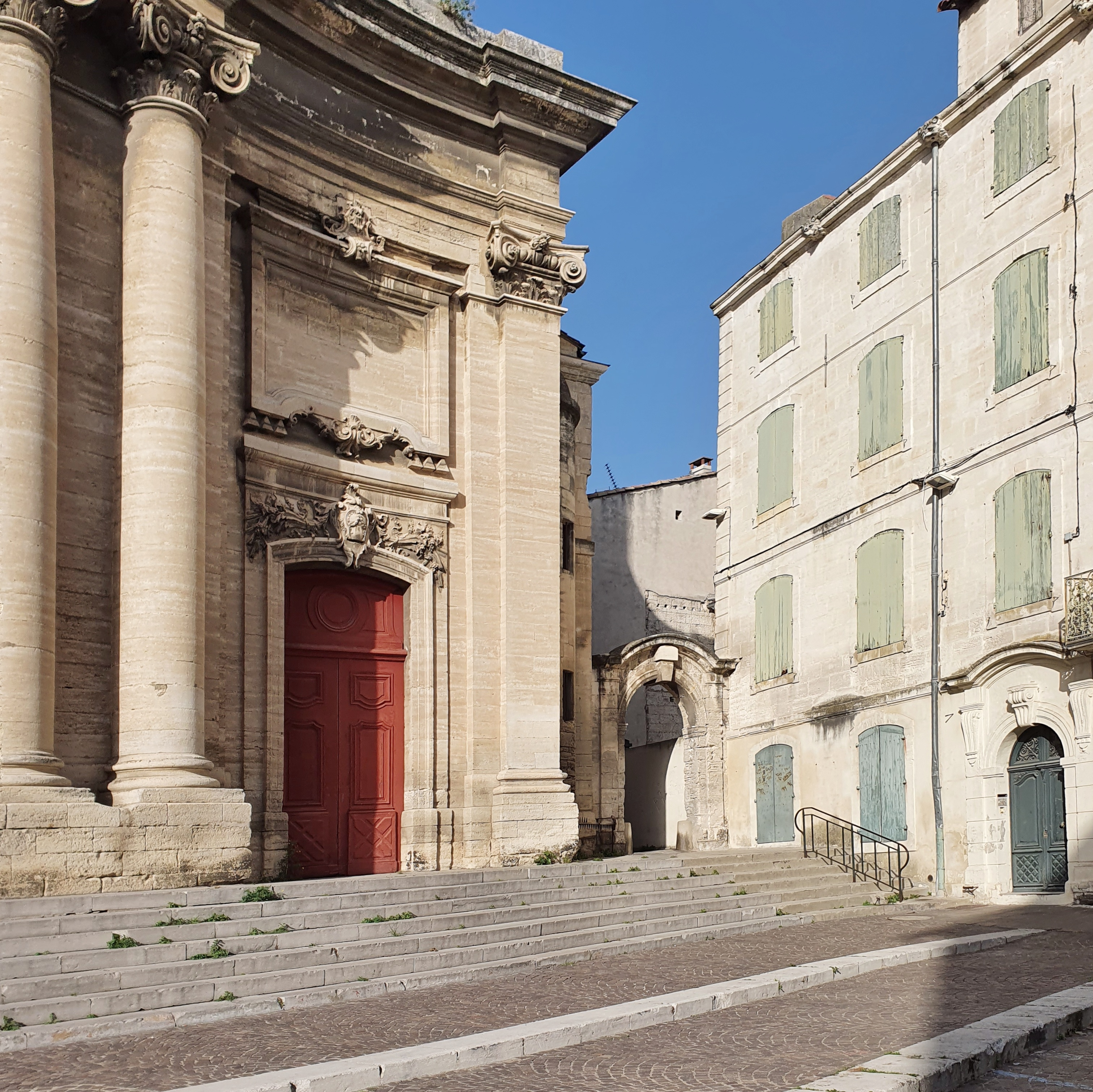
Détail de la façade principale.

## Objets protégés
- La dévotion à sainte Madeleine, à Beaucaire, remonte au Moyen Âge. Dès cette date, la foire de Beaucaire est mise sous son patronage. Une chapelle lui était consacrée dans l'église primitive de Beaucaire, et une confrérie lui y était rattachée. La chapelle de l'actuelle collégiale Notre-Dame-des-Pommiers prend la suite de la chapelle initiale. Elle est ornée d'un autel secondaire en placages de marbre blanc de la fin du XIXe siècle, d'un tableau de l'Apparition du Christ à Marie-Madeleine de 1817, d'un tableau de saint François Régis de 1825, d'un tableau de la Vierge écrasant le serpent de la même époque. L'autel est surmonté d'une croix d'autel sur base tripode, avec des têtes d'anges sur les arêtes, fin XIXe siècle début XXe siècle. Plusieurs bannières sont également présentes. L'ensemble fait l'objet d'une protection[2] ;
- tableaux : Baptême du Christ et saint Antoine le Grand[3] ;
- statue : sainte Marie-Madeleine[4].

## Chanoines célèbres
(liste non exhaustives)
- 1731 - Claude-François de Narbonne-Pelet, doyen de l'église collégiale, fut pourvu de l'abbaye Notre-Dame de Valsaintes en 1731 et s'en démit en 1736[5].